# 神召會康樂中學
神召會康樂中學（英語：Assembly of God Hebron Secondary School）是一所設於大埔區太和寶雅苑的津貼中英文中學，於1961年創立，並在1991年正式遷入現址辦學。

## 校政管理
歷任校監
- 1961年-？：班福蘭 教士
- 駱嘉民 牧師[2]
- 1973年-？：許廣北 先生[註 1][3]
- ？至2010年：蕭開理 牧師[4][5][註 2]
- 2010年至今：張德明 牧師[4]

歷任校長
- 1961年-？：施奉真 教士[6]
- ？-1973年、？-1994年[7]：許廣北 先生[2][8][註 1]
- 1973年[3]-？：陳國垣 先生[9][註 3]
- 1994年-2015年：郭志雄 先生，MH[10]
- 2015年至2020年：羅燦輝 先生[11][註 4]
- 2020年至今：蔡康年 先生[註 5]

歷任副校長
- 1996年至2009年：潘詠棠 先生[12]
- 劉國良 先生[13]
- ？至2012年：楊本立 先生
- ？至2019年：謝惠芬 女士[14][15]
- ？至2019年：楊孟紅 女士[15]
- 黎立仁 先生[16]
- 鄧慧敏 女士

## 歷史
康樂中學於1961年在鑽石山文宛路一號創校，時稱康樂英文書院，設有小學部及中學部，創校人為神召會蕭開理牧師。及後於1965年遷往蒲崗村道的自置六層高校舍（現為竹園區神召會會址以及旗下的神召會德萃書院），1968年落成啟用，並由前香港浸會學院院長林子豐於1969年主持校舍揭幕儀式。1982年成為政府津貼資助中學。
由於空間不敷應用，此校先於1987年遷往與慈安邨第59座安宜樓相連、已於1984年被「殺校」的前道慈佛社張祝珊第二小學臨時校舍辦學，並易名為神召會康樂中學。其時，康樂中學是全港唯一一所使用「火柴盒」小學校舍的中學。1987年亦由半日制上學改為全日制。
及後，由於慈安邨第57-60座需按「整體重建計劃」於1992年清拆，此校提早一年遷入位於大埔寶雅苑興和閣（原太和邨緻和樓）側的平禧校舍（即現址）繼續辦學。在遷入大埔後，學校才陸續開設舊制預科課程，成為一所完全中學。2011年起成為參與自願優化班級結構計劃下的其中一所中學。

## 校舍
此校佔地約6000平方米，屬1988年版中學靈活式校舍，樓高7層，當中除7樓有蓋操場已改建為課室外，未曾擴建。

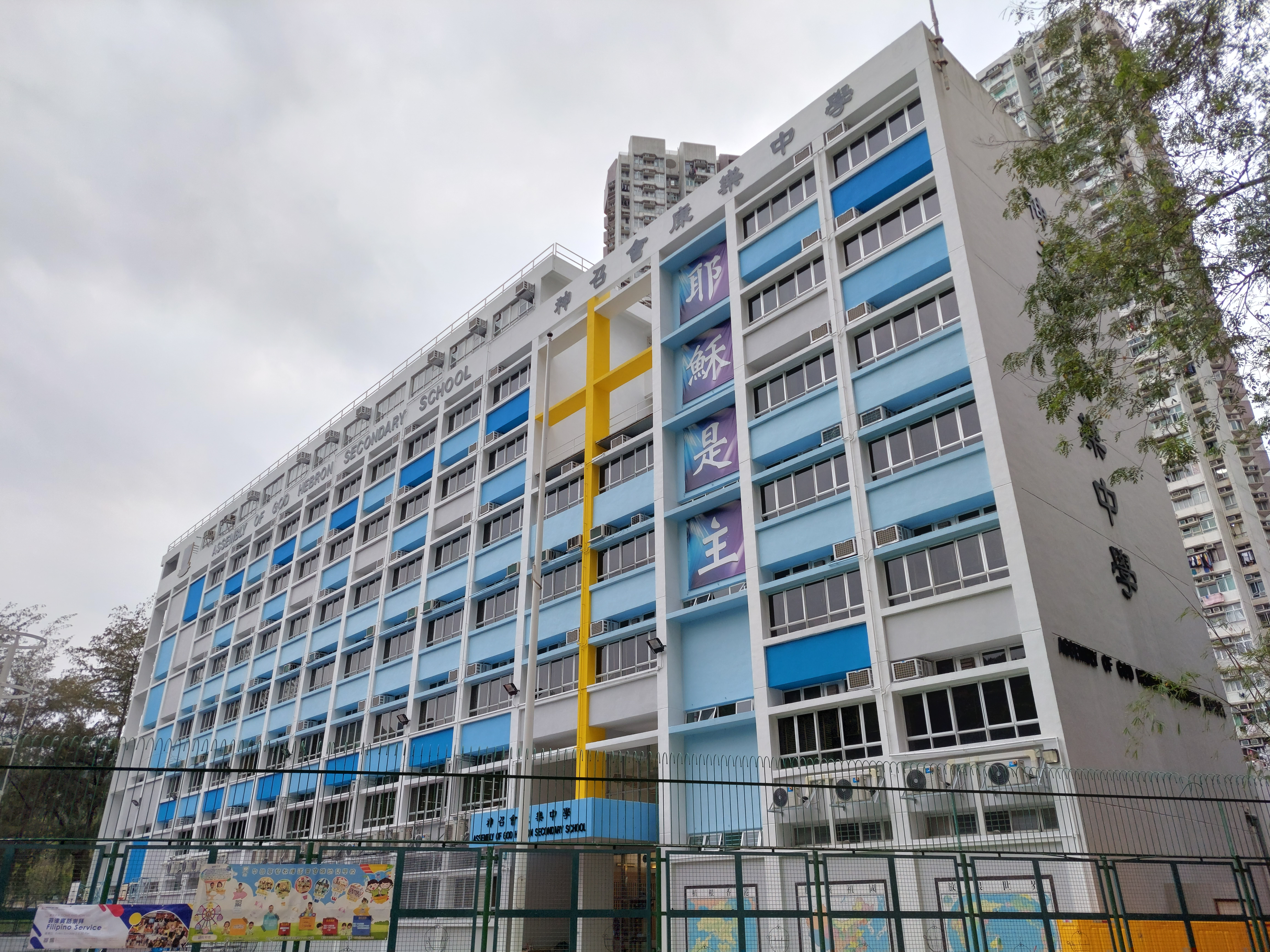
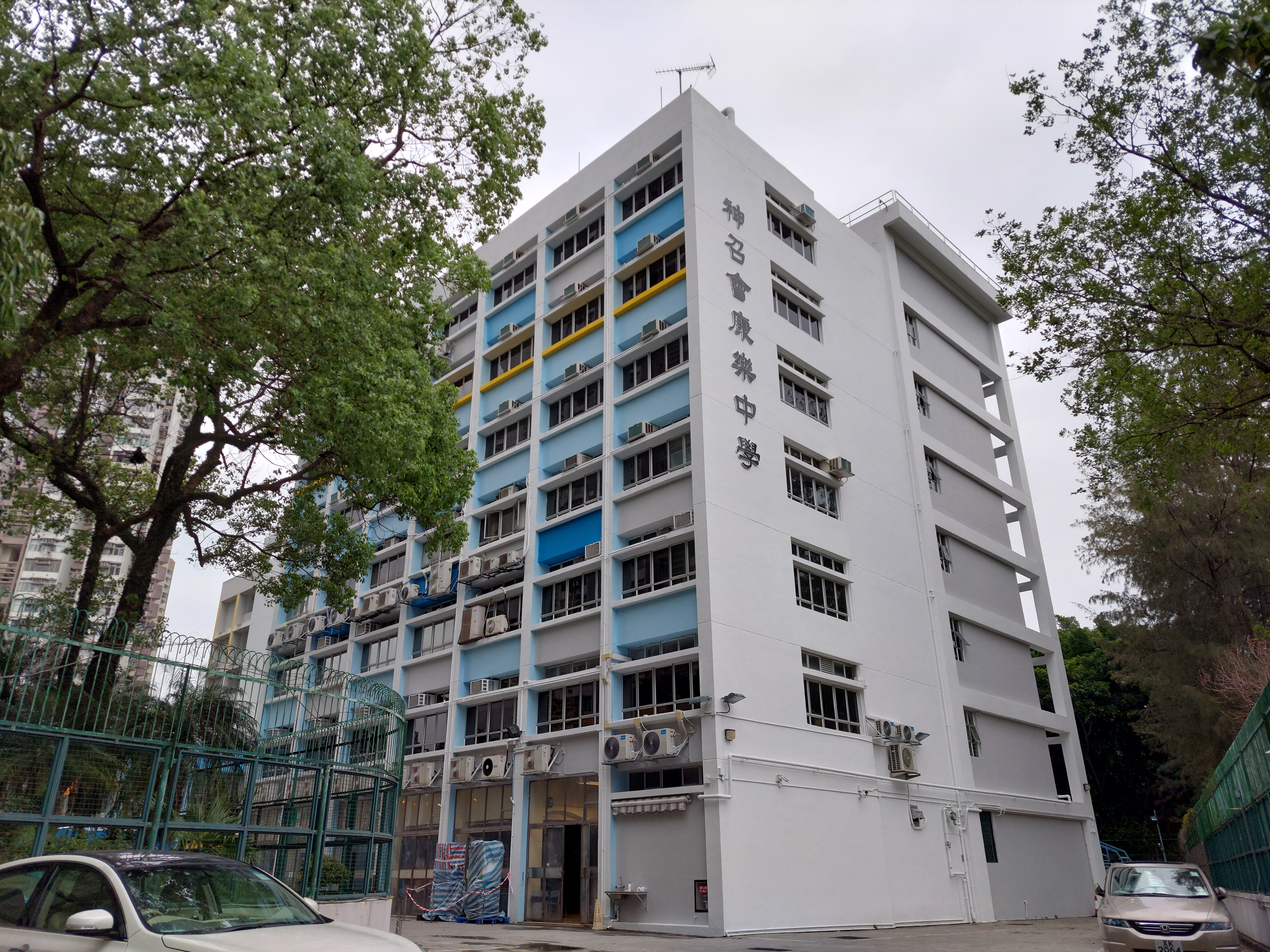

## 班級及課程
此校各級均設四班，共24班，主要以中文授課（初中「精英班」除外；另外，初中地理一律以英文授課）。而高中年級的學生選修兩科。其中可以選修的科目有生物、化學、物理、組合科學、旅遊及款待、經濟、會計、商業管理、中國歷史、音樂、視覺藝術和應用學習課程等。另外，學生亦可選擇追加修讀數學延伸單元（二），但不計入兩科選修科目內。

## 其他新聞
- 2018年5月6日，於此校就讀中二的姓麥男生，疑因測驗成績不理想而在家中跳樓自殺身亡[21]。
- 2023年9月19日上午10時許，大埔神召會康樂中學有職員報案，指有一名學生在其中一層走廊危站邊緣位置，懷疑他企圖跳下。警方接報到場，該名17歲男學生已自行返回安全位置，他其後獲送那打素醫院。警方將案件列為「有人站在危險位置」。[22]

## 著名/傑出校友
- 邵卓堯：無綫電視演員（於1980年代初畢業）
- 張德明：神召神學院院長、神召會康樂中學校監[9]
- 郭啟明：前宣道會鄭榮之中學、馬鞍山崇真中學校長[9]
- 郭志雄：前神召會康樂中學校長[9]（1973年中五[3]）
- 孤泣：香港作家
- 利國林：香港電影美術指導、第37屆香港電影金像獎最佳美術指導得主[23]（2002年中七）
- 鄭毓才：前沙田區區議員（1991年至1994年）（1969年中五）[24]

## 外部連結
- 神召會康樂中學校網（页面存档备份，存于）